# Las luces me guardan compañía
Las luces me guardan compañía (título original: Ljuset håller mig sällskap) es un documental sueco-danés de 2000, dirigido por Carl-Gustav Nykvist, que a su vez lo escribió junto a Michal Leszczylowski y Gudrun Nykvist, en la fotografía estuvo Lennart Adéll, Torbjörn Andersson y Arne Carlsson, los protagonistas son Sven Nykvist, Erland Josephson y Susan Sarandon, entre otros. Esta obra fue realizada por Beluga Film AB, Filmpool Nord y Nordisk Film; se estrenó el 26 de agosto de 2000.

## Sinopsis
Este documental trata sobre Sven Nykvist, el padre de Carl-Gustaf Nykvist. Está basado en las memorias de Sven, él mismo las cuenta. Se da a conocer el sitio donde nació, Moheda, que es el eje de la obra, también aparecen amigos y remembranzas.